# Radosław Kwaśnicki
Radosław Leszek Kwaśnicki (ur. 1978) – polski radca prawny.

## Życiorys
Jest absolwentem Wydziału Prawa i Administracji Uniwersytetu Warszawskiego (2001). Od 2006 jest radcą prawnym. W 2009 uzyskał stopień naukowy doktora na Uniwersytecie Jagiellońskim. Jest również absolwentem programu AMP IESE Business School (2016) oraz Value Creation Through Effective Boards – Executive education program Harvard Business School i IESE (2017).
Od 2001 współpracował z krajowymi i międzynarodowymi kancelariami prawnymi. W 2008 roku założył kancelarię RKKW – KWAŚNICKI, WRÓBEL & Partnerzy, w której do czerwca 2025 pełnił funkcję Senior Partnera. Specjalizuje się w prawie spółek, prawie rynku kapitałowego, transakcjach związanych z fuzjami i przejęciami oraz postępowaniach sądowych. Doradza w różnorodnych aspektach tworzenia i rozwijania firm rodzinnych (tworzenie zasad ładu rodzinnego, zarządzanie i ochrona majątku prywatnego) oraz zamożnych klientów indywidualnych. W listopadzie 2022 objął tymczasowy zarząd przymusowy w spółce PAO Gazprom.
Od czerwca 2025 pełni funkcję głównego doradcy prawnego ds. korporacyjnych Zygmunta Solorza. W tej roli kieruje zespołem ekspertów, współpracując z międzynarodowymi kancelariami (m.in. z Liechtensteinu, Cypru i Austrii) oraz polskimi specjalistami, dbając o ochronę interesów biznesmena.
Pełni funkcję sędziego Sądu Giełdowego przy Giełdzie Papierów Wartościowych w Warszawie S.A. Jest arbitrem Sądu Arbitrażowego przy Polskiej Konfederacji Pracodawców Prywatnych Lewiatan, Sądu Arbitrażowego przy Krajowej Izbie Gospodarczej oraz arbitrem w Międzynarodowym Sądzie Arbitrażowym przy Międzynarodowej Izbie Handlowej w Paryżu. 
Pełnił funkcję członka lub przewodniczącego rad nadzorczych wielu – polskich i zagranicznych – spółek, w tym w latach 2014–2019 PKN Orlen S.A. a od roku 2021 zasiada – jako niezależny członek – w radach nadzorczych spółek publicznych Sanok Rubber Company S.A., gdzie zgłosił go fundusz Aviva - grupa Allianz oraz Creotech Instruments S.A.
Pełnił m.in. funkcję Koordynatora Merytorycznego w Komisji do spraw reformy nadzoru właścicielskiego powołanej przy Ministerstwie Aktywów Państwowych do spraw nowelizacji Kodeksu spółek handlowych z 2022 dot. m.in. prawa grup spółek („holdingowego”) oraz poprawy efektywności nadzoru. W ramach prac Komisji stał na czele zespołu przygotowującego przepisy o radach nadzorczych. Jest także współautorem nowelizacji Kodeksu spółek handlowych z 2020 w zakresie szerszego zastosowania zdalnych posiedzeń rad nadzorczych i zarządów oraz e-zgromadzeń właścicielskich.
Zasiada w radzie programowej i jest również członkiem kolegium redakcyjnego „Monitora Prawa Handlowego” wydawnictwa C.H. Beck. Współautor podręczników i komentarzy oraz publikacji poświęconych praktycznym aspektom prawa gospodarczego. W jego dorobku widnieje ponad 600 publikacji, w większości poświęconych prawu spółek m.in. współautor komentarza do zmian w Kodeksie spółek handlowych wydanego przez Wydawnictwo C.H.Beck w ramach serii Duże Komentarze Becka. 

## Działalność społeczna
Jest koordynatorem generalnym ogólnopolskiej akcji społecznej „Jesteśmy razem. Pomagamy”, w ramach której w 2020 około 100 prywatnych firm przekazało pomoc o wartości ponad 50 mln zł w związku z pandemią koronawirusa. Współfundator oraz prezes zarządu działającej w latach 2020–2022 Fundacji „Jesteśmy razem. Pomagamy”. Jest również fundatorem oraz ambasadorem Fundacji „Nova ars Poloniae”.

## Nagrody i wyróżnienia
- laureat I. miejsca w konkursie Profesjonaliści Forbesa (2014)[11];
- w 2011 roku uzyskał prestiżową rekomendację Global Law Experts jako jedyny polski prawnik w zakresie prawa spółek;
- w 2010 roku w ww. zakresie został wyróżniony przez European Legal Experts[12];
- rekomendowany w licznych konkursach i rankingach, zarówno w kraju jak i zagranicą, m.in. Legal 500 w dziedzinie Dispute Resolution, Private Client oraz Commercial, Corporate and M&A[13];
- wyróżniony tytułem "Prawnik Lider" w Rankingu Kancelarii Prawniczych "Rzeczpospolita" w latach 2023, 2024, 2025 w kategorii "Prawo handlowe, korporacyjne, fuzje i przejęcia"[14].

## Publikacje
Jest współautorem nowelizacji Kodeksu spółek handlowych z 2020 w zakresie zdalnych posiedzeń rad nadzorczych i zarządów oraz e-zgromadzeń właścicielskich, a także redaktorem oraz autorem i współautorem kilku podręczników i komentarzy oraz ponad sześciuset innych publikacji lub wypowiedzi poświęconych praktycznym aspektom prawa gospodarczego, takich jak:
- Kodeks spółek handlowych. Komentarz do zmian (tzw. prawo holdingowe), redaktor, Wydawnictwo C.H. Beck, Warszawa 2022;
- Spółka z ograniczoną odpowiedzialnością, seria Zarys Prawa, redaktor naukowy oraz główny autor, Wydawnictwo C.H. Beck, Warszawa 2005;
- Prawo bankowe – komentarz pod red. F. Zolla, współautor w zakresie łączenia się banków, Wydawnictwo PWP, Kraków 2005;
- Gründungsakt einer Sp. z o.o. in Polen. Grundsatz der Privatautonomie bei der Gestaltung des Gesellschaftsvertrages, współautor, Wirtschaft und Recht in Osteuropa (WiRO) 3/2004, s. 65–72, C.H. Beck Verlag;
- Autonomia woli w kształtowaniu statutu spółki akcyjnej w prawie polskim, niemieckim oraz amerykańskim, PRAWO SPÓŁEK 12/2001, s. 26–44;
- W sprawie wykładni nowego art. 3751, art. 375, art. 207 oraz art. 219 § 2 k.s.h., współautor: prof. dr hab. Janusz Szwaja, PRZEGLĄD PRAWA HANDLOWEGO 8/2004, s. 32–35;
- Podwyższenie kapitału zakładowego spółki z o.o. z wyłączeniem prawa pierwszeństwa, współautor: Maria Bogajewska, PRZEGLĄD PRAWA HANDLOWEGO 6/2009, s. 25–28.